# Urząd Nordsee-Treene
Urząd Nordsee-Treene (niem. Amt Nordsee-Treene) - urząd w Niemczech w kraju związkowym Szlezwik-Holsztyn, w powiecie Nordfriesland. Siedziba urzędu znajduje się w miejscowości Mildstedt.
W skład urzędu wchodzi 27 gmin:
| 1. Arlewatt 2. Drage 3. Elisabeth-Sophien-Koog 4. Fresendelf 5. Hattstedt 6. Hattstedtermarsch 7. Horstedt 8. Hude 9. Koldenbüttel 10. Mildstedt 11. Nordstrand 12. Oldersbek 13. Olderup 14. Ostenfeld | 1. Ramstedt 2. Rantrum 3. Schwabstedt 4. Seeth 5. Simonsberg 6. Süderhöft 7. Südermarsch 8. Uelvesbüll 9. Winnert 10. Wisch 11. Wittbek 12. Witzwort 13. Wobbenbüll |